# Richard Klemm (Mediziner)
Richard Klemm (* 4. April 1847 in Lengefeld; † 26. Juli 1938 in Dresden) war ein deutscher Arzt. Er war Hof- und Geheimer Sanitätsrat und widmete sich besonders der Nerven- und Kinderheilkunde.

## Leben und Wirken
Er war der einzige Sohn des späteren Präsidenten des Oberlandesgerichts Dresden Heinrich Bethmann Klemm und wurde im sächsischen Erzgebirge geboren, wo sein Vater damals als Jurist tätig war. Nach dem Schulbesuch und dem Studium der Medizin promovierte er zum Dr. med.
1875 kehrte er nach dem Studium in seine Heimatstadt zurück und arbeitete zunächst als praktischer Arzt und Geburtshelfer, bevor er 1877 an die Poliklinik für Nervenkranke wechselte. 1882 wurde er Anstaltsarzt und 1888 Leiter der „Kinderheilstätte für die Neu- und Antonstadt mit Kinderpoliklinik“.
1894 war er Mitbegründer der „Genossenschaft zur Bekämpfung der Säuglingssterblichkeit durch Verabreichung von Eselmilch“ und ein Jahr später fand federführend unter seiner Beteiligung die Grundsteinlegung des von der sächsischen Königin gegründeten Krüppelheims und des Maria-Anna-Kinderhospitals statt.
1896 ernannte ihn der König von Sachsen zum Hofrat und 1909 zum Geheimen Sanitätsrat.
1902 übernahm er die Leitung des Hellerhofes in Dresden-Trachenberge, in der bis 1915 Eselsmilch für Heilzwecke produziert wurde. Im Ersten Weltkrieg kam die Milchproduktion zum Erliegen und die Genossenschaft musste ihre Arbeit einstellen.
Das im Juli 1914 in neuer Gestalt eingeweihte und als Krankenhaus genutzte Amalienhaus des Vereins zum Frauenschutz ging maßgeblich auf Klemm zurückging.

## Schriften (Auswahl)
- Ueber Eselsmilch und Säuglingsernährung. In: Jahrbuch für Kinderheilkunde. Leipzig. XLIII, S. 369 ff.
- Durch klinische Demonstrationen und Schriften des bekannten Londoner Nervenpathologen [...]. o. J.

## Ehrungen (Auswahl)
- 1902: Ritterkreuz 1. Klasse des Königlich Sächsisches Albrechts-Ordens
- 1907: Königlich Sächsische Carolamedaille in Silber
- 1916: Königlich Sächsisches Kriegsverdienstkreuz
- 1917: Offizierskreuz des Königlich Sächsisches Albrechts-Ordens